# Amba Kongolo
Amba Kongolo (Kinshasa, 24 giugno 1973) è un'ex cestista della Repubblica Democratica del Congo.

## Carriera
È stata selezionata dalle Phoenix Mercury al quarto giro del Draft WNBA 2002 (56ª scelta assoluta).
Con lo Zaire ha disputato i Giochi olimpici di Atlanta 1996.